# Txus Vidorreta
Jesús Vidorreta Gómez, detto Txus (Bilbao, 20 giugno 1966), è un allenatore di pallacanestro spagnolo.

## Palmarès

### Club
- Basketball Champions League: 2

Canarias: 2016-2017, 2021-2022
- Supercoppa spagnola: 1

Valencia: 2017
- Coppa Intercontinentale: 2

Canarias: 2020, 2023

### Individuale
- Miglior allenatore della Liga ACB: 1

Canarias: 2016-2017
- Basketball Champions League Best Coach: 1

Canarias: 2024-2025